# Hvileløse hjerte
Hvileløse hjerte er en dansk kortfilm fra 1996, der er instrueret af Torben Skjødt Jensen efter manuskript af ham selv, Søren Frellesen og Anders Thomas Jensen. Filmen er baseret på Peter Seeberg novelle En kort historie fra 1976.

## Handling
Hugo er 18 år og arbejder på et autoværksted i en provinsby, spiller billard med vennerne og er lidt småforlovet med den yngre Betina. Men Hugo er utilpasset. Han vil noget andet, men ved ikke hvad - og i øvrigt har han svært ved at tage sig sammen. Men så sker der noget. Han møder den noget ældre sygeplejeelev Esther.